# Bernard Riordon
Pour les articles homonymes, voir Riordon.
Bernard Riordon, C.M., est un conservateur de musée canadien, originaire de Fredericton, au Nouveau-Brunswick. Il a dirigé plusieurs expositions itinérantes dans les provinces de l'Atlantique. Il a contribué à l'expansion du Musée des beaux-arts de la Nouvelle-Écosse et à sa renommée internationale; il est aussi l'instigateur de la succursale de Yarmouth. Il est fait membre de l'ordre du Canada le 26 octobre 2002.